# Camponotus traegaordhi
Camponotus traegaordhi är en myrart som beskrevs av Santschi 1914. Camponotus traegaordhi ingår i släktet hästmyror, och familjen myror.

## Underarter
Arten delas in i följande underarter:
- C. t. fumeus
- C. t. traegaordhi